# Prowincja Junín
Prowincja Junín (hiszp. Provincia de Junín) – jedna z dziewięciu prowincji, które tworzą region Junín w Peru. 

## Podział administracyjny
Prowincja Junín dzieli się na 4 dystrykty:
- Junín
- Carhuamayo
- Ondores
- Ulcumayo